# Tetracanthella emucronata
Tetracanthella emucronata är en urinsektsart som beskrevs av Louis Deharveng 1987. Tetracanthella emucronata ingår i släktet Tetracanthella och familjen Isotomidae. Inga underarter finns listade i Catalogue of Life.